# Pleminia brachyptera
Pleminia brachyptera är en insektsart som först beskrevs av Hermann Burmeister 1838.  Pleminia brachyptera ingår i släktet Pleminia och familjen vårtbitare. Inga underarter finns listade i Catalogue of Life.